# Lampropeltis pyromelana
Espèce
Synonymes
- Ophibolus pyromelanus Cope, 1866

Statut de conservation UICN

 LC  : Préoccupation mineure
Lampropeltis pyromelana, le Serpent-roi de Chihuahua, est une espèce de serpents de la famille des Colubridae.

## Distribution et Habitat
Cette espèce se rencontre aux États-Unis, notamment en Arizona, au Nevada, dans le sud-ouest du Nouveau-Mexique et en Utah, ainsi qu’au Mexique, dans le Sud et l’Ouest du Chihuahua et dans le nord-est du Sonora. Elle vit à des altitudes variant de 910 à 2740 mètres dans des habitats variés allant du chaparral aux forêts de conifères, souvent près des cours d’eau ou des sources et associée aux bois de genévrier.

## Description
Dans sa description Cope indique que les spécimens en sa possession mesurent environ 78 cm. Le Lampropeltis pyromelana se nourrit de lézards, de rongeurs et d’oiseaux nicheurs. Il a tendance à passer la journée parmi les rochers, les bûches ou les touffes denses de végétation.

## Liste des sous-espèces
Selon The Reptile Database (2 janv. 2012) :
- Lampropeltis pyromelana infralabialis Tanner, 1953
- Lampropeltis pyromelana pyromelana (Cope, 1866)

## Taxinomie
La sous-espèce Lampropeltis pyromelana knoblochi a été élevée au rang d'espèce.

## Publications originales
- Cope, 1867 "1866" : On the Reptilia and Batrachia of the Sonoran Province of the Nearctic region. Proceedings of the Academy of Natural Sciences of Philadelphia, vol. 18, p. 300-314 (texte intégral).
- Tanner, 1953 : A study of the taxonomy and phylogeny of Lampropeltis pyromelana (Cope). The Great Basin naturalist, vol. 13, no 1-2, p. 47-66 (texte intégral).